# 마르셀로 비엘사
마르셀로 알베르토 "엘 로코" 비엘사 칼데라(스페인어: Marcelo Alberto Bielsa Caldera, 1955년 7월 21일 ~ )는 아르헨티나의 전 축구 선수이자 현 축구 지도자로 선수 시절 포지션은 수비수였으며 현재 우루과이 축구 국가대표팀의 감독을 맡고 있다.

## 선수 시절
1977년 고향팀인 뉴얼스 올드 보이스에서 데뷔한 뒤 1980년까지 인스티투토 아틀레티코, 아르헨티노 데 로사리오 등에서 활동한 뒤 25세의 젊은 나이에 은퇴를 선언했다.

## 지도자 경력

### 뉴얼스 올드 보이스
선수 은퇴 후 1982년부터 1990년까지 친정팀인 뉴얼스 올드 보이스의 스카우트 겸 리저브팀 감독으로 활동하다가 1990년부터 1992년까지 뉴얼스 올드 보이스의 감독을 맡아 1990-91 시즌 아르헨티나 프리메라 디비시온 전·후기리그 통합 우승, 1992년 코파 리베르타도레스 준우승의 성과를 이끌어내며 주목받기 시작했다.

### 멕시코 리그
1992년부터 1993년까지 멕시코 리가 MX의 아틀라스 FC의 스카우트로 재직하다가 1993년부터 1995년까지 아틀라스 FC의 감독을 맡았고 1995년부터 1996년까지 클루브 아메리카의 감독을 맡아 1995-96 리가 MX 4강 플레이오프 진출을 이끌었다.

### 아르헨티나 축구 국가대표팀
벨레스 사르스피엘드, RCD 에스파뇰을 거쳐 1998년 아르헨티나 대표팀 감독으로 취임했으나 2002년 FIFA 월드컵에서 한가지 전술만 고집하다가 결국 F조 3위에 그치며 조별리그 탈락의 쓴 맛을 보고 말았다.
그래도 2004년까지 A대표팀과 U-23 대표팀의 사령탑을 맡으며 2004년 코파 아메리카 준우승, 2004년 하계 올림픽 금메달을 이끌어내며 2년 전 월드컵에서 당한 치욕을 한순간에 만회했다.

### 칠레 축구 국가대표팀
2007년 칠레 축구 국가대표팀의 사령탑으로 부임하여 2번의 코파 아메리카(2007, 2011)에서는 모두 8강에 머물렀지만 2010년 FIFA 월드컵 남미 지역 예선에서는 18경기 10승 3무 5패·2위로 칠레의 12년만의 월드컵 통산 8번째 본선행을 이끌었고 본선에서도 칠레의 12년만의 월드컵 16강 진출을 이끌어내며 칠레 국민들로부터 영웅 대접을 받았다.

### 아틀레틱 빌바오
2010년 FIFA 월드컵 이후 스페인 라리가의 아틀레틱 빌바오의 감독으로 부임한 뒤 2012-13 시즌까지 팀의 지휘봉을 잡으며 라리가 2011-12 6위의 성적과 코파 델 레이 2011-12 준우승을 이끌었고 2011-12년 UEFA 유로파리그에서는 1976-77 시즌 이후 35년만의 빌바오의 유로파리그 준우승의 성과를 이끌어냈다.

### 올랭피크 마르세유
2013년 6월 빌바오를 떠난 뒤 2014-15 시즌에는 프랑스 리그앙의 명문 올랭피크 드 마르세유의 사령탑을 맡아 리그 1 2014-15 4위 및 2015-16년 UEFA 유로파리그 64강 본선 진출을 이끌며 탁월한 전술가의 면모를 유감없이 발휘했다.

### SS 라치오&릴 OSC
2016-17 시즌을 앞두고 이탈리아 세리에 A의 SS 라치오의 감독으로 선임되었다가 이틀만에 알 수 없는 이유로 자진 사임했고 2017년 5월 23일 프랑스 리그앙의 릴 OSC의 감독을 맡았지만 리그 강등권에 머무르는 부진한 성적으로 인해 부임 7개월만에 경질의 칼바람을 피하지 못했다.

### 리즈 유나이티드
2018-19 시즌을 앞두고 EFL 챔피언십에 머무르고 있던 리즈 유나이티드의 감독으로 부임하여 리즈 감독 부임 첫 해인 2018-19 시즌에서는 EFL 챔피언십 플레이오프 4강에서 멈춰섰지만 차기 시즌인 2019-20 시즌에서는 EFL 챔피언십 우승 및 16년만의 프리미어리그 승격의 성과를 이끌어냈다.
그 후 프리미어리그 승격 첫 해인 2020-21 시즌에서는 팀을 리그 9위에 올려놓으며 성공적인 시즌을 마쳤으나 2021-22 시즌에서는 부진한 성적을 거듭하며 결국 시즌 종료 3개월 전인 2022년 2월 27일 리즈 유나이티드 감독직에서 경질되었다.

### 우루과이 축구 국가대표팀
이후 여러팀의 제의와 함께 대한민국 축구 국가대표팀 사령탑 후보 리스트에도 이름을 올렸다가 2023년 5월 15일 우루과이 축구 대표팀의 사령탑으로 선임되어 한달 뒤에 열린 북중미 최약체팀인 쿠바와의 친선 경기에서 우루과이 대표팀 사령탑 데뷔전을 치렀고 그 후 이듬해에 열린 2024년 코파 아메리카에서 우루과이의 3위 입상을 이끌었다.

## 감독 스타일
축구 감독으로서는 수비보다는 공격에 중심을 두는 스타일로 팀을 지휘하는 것으로 유명하지만 굉장히 안 좋은 버릇이 있는데 한번 정한 전술을 전혀 바꾸지 않는 것이다. 
그래서 2002년 FIFA 월드컵 당시 나이지리아와의 F조 1차전에서 승리를 안긴 전술인 최전방 공격수 단 1명에게 화력을 집중시킨 뒤 그 공격수가 상대 수비를 뚫고 골을 넣는 전술과 엔트리마저 한 가지로 고집했는데 전반전에는 가브리엘 바티스투타, 후반전에는 에르난 크레스포 등의 원톱을 기용하는 전술을 조별리그 내내 고집했으며 그 결과 잉글랜드와 스웨덴은 이 전술을 집중적으로 연구하면서 각각 승리와 무승부로 틀어막았다.
이 때문에 1962년 이후 40년만에 아르헨티나의 월드컵 조별리그 탈락을 자초한 유일한 감독이라는 오명을 벗지 못한 채 아르헨티나 U-23 대표팀의 감독으로 좌천된 후 아르헨티나의 어떤 국가대표도 지휘하지 못하고 있으며 이로 인하여 아무리 좋은 전술이라 하더라도 한가지 전술만 고집하면 결국은 졸장으로 가는 지름길이라는 걸 여실히 드러냈다.
또한 이와는 정반대의 감독 스타일인 리오넬 스칼로니가 2022년 FIFA 월드컵에서 아르헨티나에 38년만의 통산 월드컵 3번째 우승 트로피를 안기면서 스칼로니 감독과도 비교 대상이 되고 말았다.

## 수상

### 클럽 (지도자)
뉴얼스 올드 보이스
- 아르헨티나 프리메라 디비시온 : 우승 (1990-91 전·후기 리그)
- 코파 리베르타도레스 : 준우승 (1992)

 클루브 아메리카
- 리가 MX : 4강 (1995-96)

 아틀레틱 빌바오
- 코파 델 레이 : 준우승 (2011-12)
- UEFA 유로파리그 : 준우승 (2011-12)

 올랭피크 드 마르세유
- 리그 1 : 4위 (2014-15)

 리즈 유나이티드
- EFL 챔피언십 : 우승 (2019-20)
- EFL 챔피언십 플레이오프 : 4강 (2018-19)

### 국가대표팀 (지도자)
아르헨티나 U-23
- 하계 올림픽 : 금메달 (2004)

 아르헨티나
- 코파 아메리카 : 준우승 (2004)

 우루과이
- 코파 아메리카 : 3위 (2024)